# Trophée Veolia (football)
Le Trophée Veolia est une compétition amicale de pré-saison européenne fondée en 2020 par l'Olympique lyonnais en partenariat avec Veolia, le tournoi se déroule à Lyon au Groupama Stadium et comporte une compétition masculine et féminine.

## Trophée Veolia masculin
La première édition de la compétition masculine a lieu en 2020 se déroulant les 16 et 18 juillet avec la participation de deux clubs du Championnat de France et deux clubs du Championnat d'Écosse qui sont L'Olympique lyonnais, l'OGC Nice et les clubs écossais du le Celtic FC et du Rangers FC. Cette première édition a été remportée par le Rangers FC,.

## Trophée Veolia féminin
Le 6 août 2020, l'Olympique lyonnais annonce la première édition du Trophée Veolia Féminin qui se déroule les 13 et 15 août en compagnie de la Juventus FC, PSV Eindhoven et le Montpellier HSC. Le 15 août 2020, l'Olympique lyonnais remporte la première édition du Trophée Veolia Féminin.

## Format
La compétition masculine et féminine comporte chacune 4 participants dont l'Olympique lyonnais / Olympique lyonnais (féminines) avec trois autres équipes invitées à participer à ce tournoi.
Il s'agit d'un mini championnat qui se déroule sur deux journées, le système de points est identique aux autres compétitions une victoire rapporte 3 points, un match nul 1 point et 0 point en cas de défaite. Le classement final permet de décerner le trophée à l'équipe qui a la première place, en cas d'égalité du nombre de points les équipes sont départagés en fonction de plusieurs critères différents comme la différence de buts générale, nombre de buts marqués, nombre de buts encaissés.

## Palmarès

### Hommes
| Édition | Vainqueur  | Deuxième           | Troisième | Quatrième |
| ------- | ---------- | ------------------ | --------- | --------- |
| 2020    | Rangers FC | Olympique lyonnais | Celtic FC | OGC Nice  |

### Femmes
| Édition | Vainqueur          | Deuxième    | Troisième     | Quatrième       |
| ------- | ------------------ | ----------- | ------------- | --------------- |
| 2020    | Olympique lyonnais | Juventus FC | PSV Eindhoven | Montpellier HSC |

## Participations

### Hommes
| Club               | Premier  | Deuxième | Troisième | Quatrième | Participation |
| ------------------ | -------- | -------- | --------- | --------- | ------------- |
| Rangers FC         | 1 (2020) |          |           |           | 1             |
| Olympique lyonnais |          | 1 (2020) |           |           | 1             |
| Celtic FC          |          |          | 1 (2020)  |           | 1             |
| OGC Nice           |          |          |           | 1 (2020)  | 1             |

### Femmes
| Club               | Premier  | Deuxième | Troisième | Quatrième | Participation |
| ------------------ | -------- | -------- | --------- | --------- | ------------- |
| Olympique lyonnais | 1 (2020) |          |           |           | 1             |
| Juventus FC        |          | 1 (2020) |           |           | 1             |
| PSV Eindhoven      |          |          | 1 (2020)  |           | 1             |
| Montpellier HSC    |          |          |           | 1 (2020)  | 1             |